# سیبی‌تونگ
سیبی‌تونگ (اندونزیایی: Cibitung) شهری در استان جاوه مرکزی کشور اندونزی است. جمعیت این شهر بر اساس سرشماری سال ۱۹۹۰ میلادی، ۵۱٫۸۲۸ نفر و بر اساس سرشماری سال ۲۰۰۰ میلادی، ۱۴۳٫۷۰۵ بوده که در سال ۲۰۰۷ میلادی به ۲۲۷٫۹۶۵ نفر افزایش یافته‌است.